# Eva Rajo Iglesias
Eva Rajo Iglesias (Monforte de Lemos, Lugo, 8 de noviembre de 1972) es una ingeniera e investigadora española especializada en Telecomunicaciones. Obtuvo en 2002 el Premio Extraordinario de Doctorado por su tesis en Tecnologías de las Comunicaciones en la Universidad Carlos III de Madrid, donde es catedrática y profesora y participa en varios proyectos de investigación.

## Biografía

### Formación académica
Nació en Monforte de Lemos (Lugo, España) en 1972. Se licenció en 1996 en Ingeniería de Telecomunicación en la Universidad de Vigo y en 2002 se doctoró en la Universidad Carlos III de Madrid en la misma especialidad obteniendo el Premio Extraordinario de Doctorado por su tesis en Tecnologías de las Comunicaciones, con la tesis : Contribución al análisis y modelado de parches apilados Desde febrero de 2004 es Profesora Titular en el Departamento de Teoría de la Señal y Comunicaciones de la Universidad Carlos III de Madrid, donde además es catedrática desde 2008. También es profesora asociada en la Universidad Tecnológica de Chalmers (Gotemburgo, Suecia) en el Departamento de Señales y Sistemas desde 2009.

### Investigación
Su actividad docente e investigadora está vinculada al ámbito de la radiofrecuencia (campos electromagnéticos, antenas, etc.). Sus líneas de investigación están relacionadas con antenas impresas, estructuras periódicas, superficies artificiales, arrays, matrices de parche de microbanda, circuitos de microondas y metamateriales, así como métodos de optimización aplicados al electromagnetismo.
Como investigadora, ha participado en numerosos proyectos del I+D+i financiados por entidades públicas tanto nacionales como internacionales tales como el Ministerio de Ciencia e Innovación, la Comunidad de Madrid y la Comisión Interministerial de Ciencia y Tecnología, entre otros.
Desde febrero de 2012 es colaboradora permanente de Tecnologías Electrónica y de Comunicaciones (TEC) del departamento de Tecnologías de la Producción y Comunicaciones, Subdirección General de Proyectos de Investigación del Ministerio de Economía y Competitividad.
Además, es editora asociada de las revistas internacionales IEEE Antennas and Propagation Magazine (desde 2009). IEEE Antennas and Wireless Propagation Letters (desde 2011)  y Advanced Electromagnetics (desde 2013).

## Premios y reconocimientos
- Premio Extraordinario de Doctorado curso 2001/2002, Universidad Carlos III de Madrid.[1]

- Best Paper Award Loughborough International Conference on Antennas and Propagation, abril de 2007.
- Best Poster Award Metamaterials Conference 2009, Londres, septiembre de 2009.
- Tutora del Primer Premio de la Categoría de Ingeniería y Arquitectura del IX Certamen Universitario Arquímedes de Introducción a la Investigación Científico 2010. Trabajo titulado: “Estudio de antenas basadas en metamateriales para dispositivos reconfigurables y aplicaciones implantables” realizado por C. J. Sánchez Fernández. Incluye premio al trabajo y al tutor.
- Premio de Excelencia 2014 del Consejo Social de la Universidad Carlos III de Madrid en la modalidad de Jóvenes Investigadores.[8]
- Tercer premio Bell Labs Prize 2014 con el proyecto: “Unleash the Wireless Power of your Device: Blended Antenna HUBs for your Unconstrained Mobile Cloud Experience”.[9]
- Tutora del Student Paper Award en la Conferencia International Symposium on Antennas and Propagation (ISAP) 2020, Osaka (Japón).[10]